# Quedas de água da Islândia

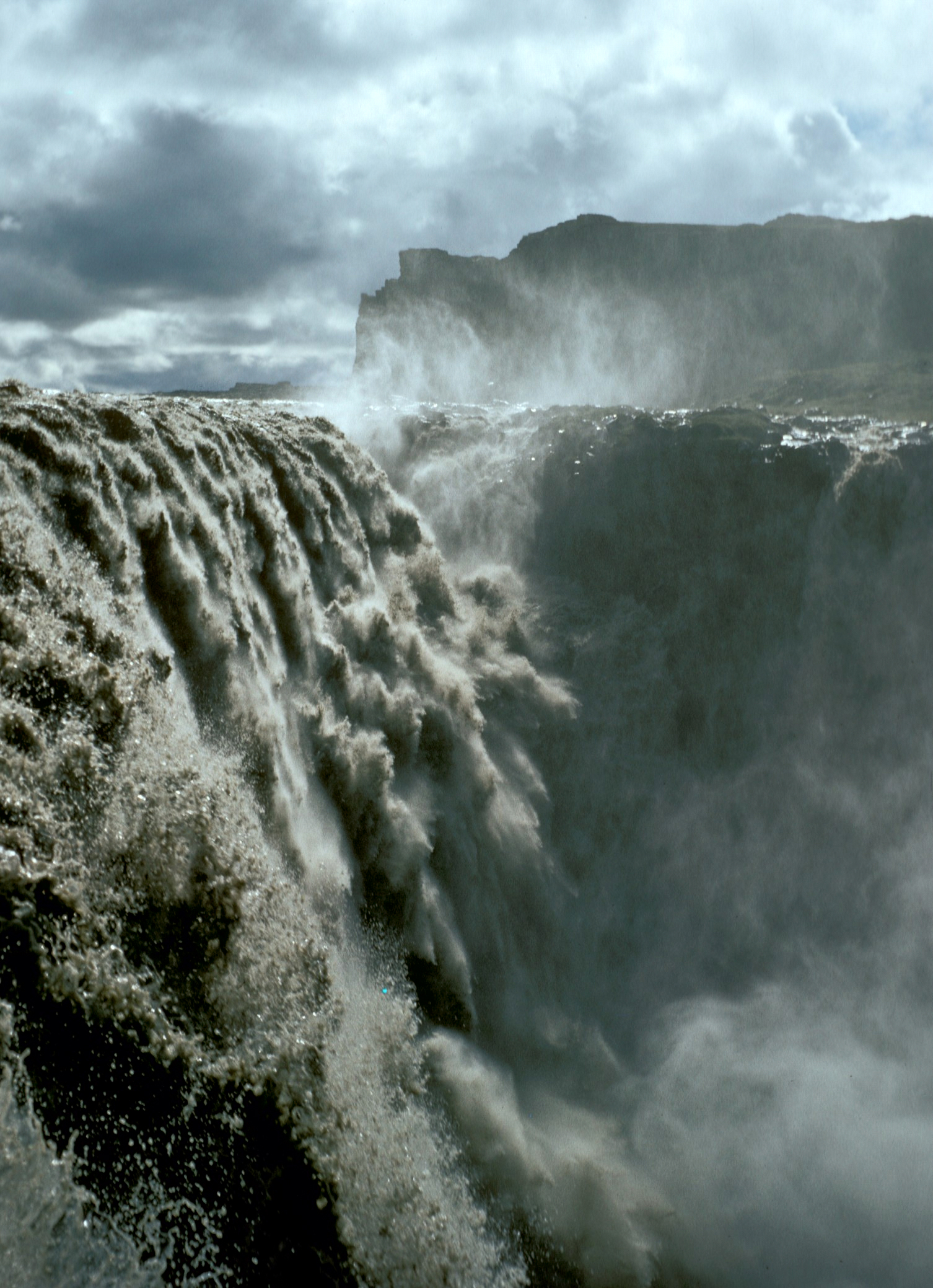
Dettifoss

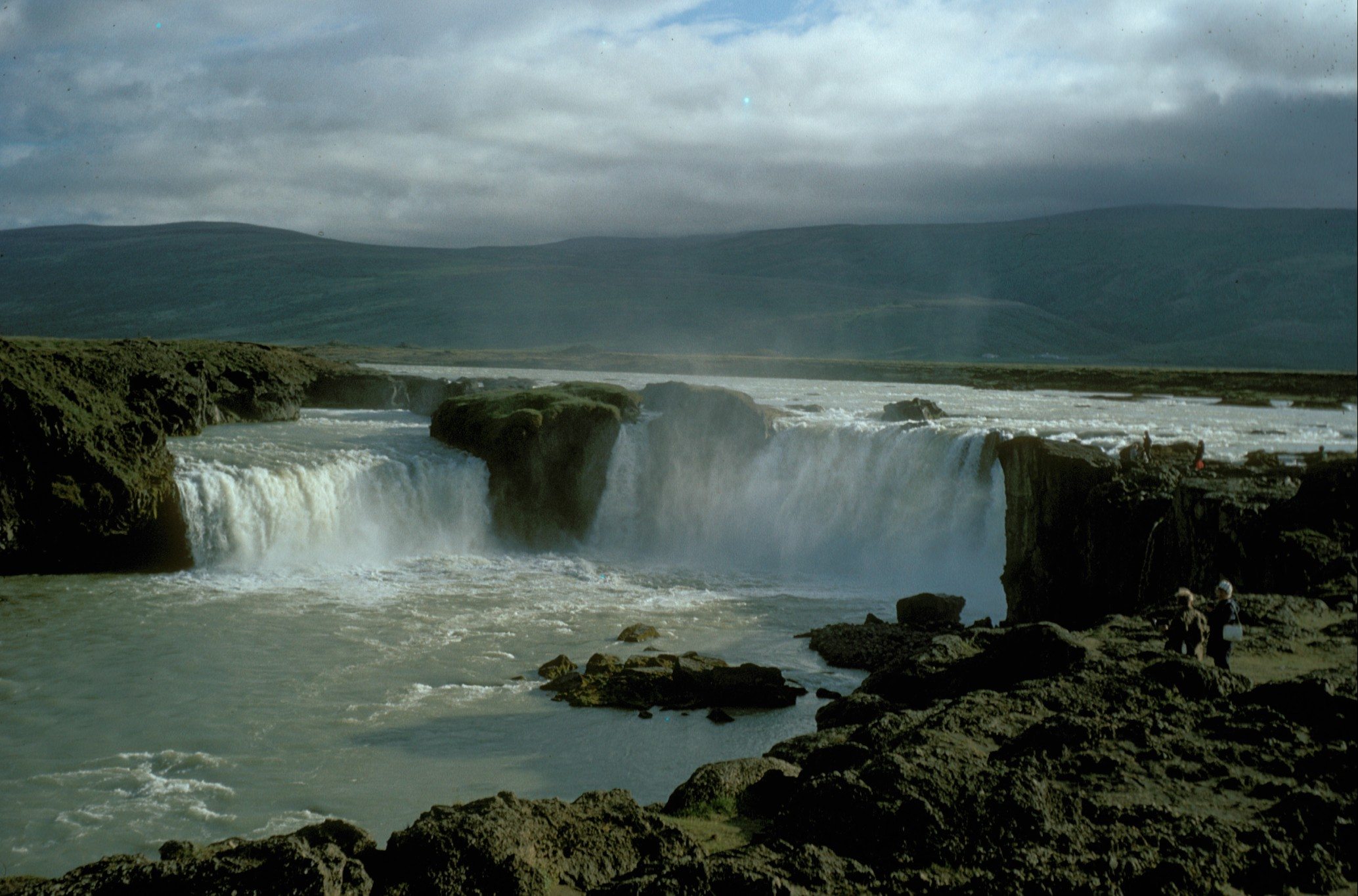
Goðafoss

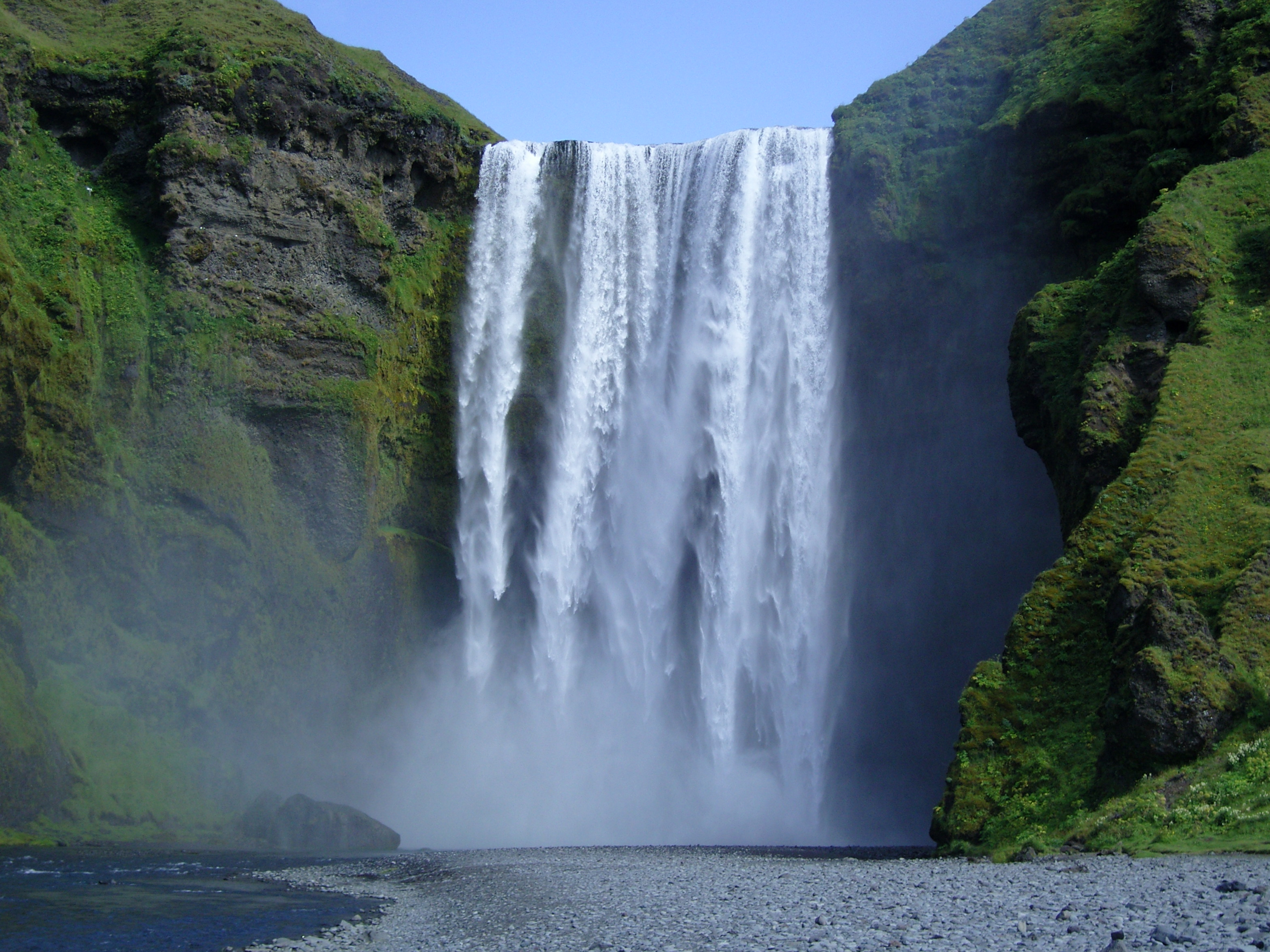
Skógafoss

Muitos rios da Islândia recebem a água de enormes glaciares. O clima atlântico da ilha gera grandes quantidades de chuva e de neve.
Essas imensas massas de água, associadas à orografia do país, fazem com que haja grandes quedas de água, como por exemplo, a Dettifoss (a maior da Europa), a Goðafoss, a Gullfoss e a Skógafoss.
- Dettifoss - a maior queda de água da Europa
- Glymur
- Gullfoss
- Seljalandsfoss
- Hraunfossar
- Skógafoss
- Dynjandi
- Goðafoss
- Aldeyjarfoss
- Ófærufoss

- Álafoss
- Gjáin
- Háifoss
- Hjálparfoss
- Selfoss
- Svartifoss
- Þjófafoss